# Nabil Jeffri
Muhammad Nabil Jan Al Jeffri (Kuala Lumpur, 24 oktober 1993) is een Maleisisch autocoureur.

## Carrière
Jeffri begon zijn autosportcarrière in het karting en won zowel de Maleisische als de Aziatische Rotax Max Junior in 2009. In 2010 stapte hij over naar het formuleracing in de Formule BMW Pacific voor het team Eurasia Motorsport. Ondanks dat hij in geen enkele race op het podium stond, eindigde hij door zijn constante prestaties als vijfde in het kampioenschap met 83 punten. Op 1 september 2010 maakte Jeffri zijn debuut in een Formule 1-auto bij een aerodynamische test op een vliegveld bij het Imperial War Museum Duxford voor het team Lotus Racing in een Lotus T127, waarmee hij de jongste coureur werd die een Formule 1-auto testte.
In 2011 bleef Jeffri rijden in de Formule BMW Pacific, dat haar naam had veranderd in de JK Racing Asia Series, waarbij hij overstapte naar het team Petronas Mofaz Racing. Hij won de eerste race van het seizoen op het Sepang International Circuit en met negen andere podiumplaatsen eindigde hij achter Lucas Auer en Afiq Ikhwan Yazid als derde in het kampioenschap.
In 2012 kwam Jeffri opnieuw uit in de JK Racing Asia Series, maar stapte over naar het team EuroInternational. Hij won vier races op Sepang, het Circuit Paul Ricard en Spa-Francorchamps, en eindigde met zeven andere podiumplaatsen achter Aston Hare als tweede in het kampioenschap met 223 punten.
In 2013 maakte Jeffri de overstap naar Europa en maakte hij zijn Formule 3-debuut in het Duitse Formule 3-kampioenschap voor EuroInternational. Met twee vijfde plaatsen op de Sachsenring en de Motorsport Arena Oschersleben als beste resultaten eindigde hij als achtste in het kampioenschap met 79 punten.
In 2014 bleef Jeffri in de Duitse Formule 3 rijden, maar stapte hij over naar het team Motopark. Hij won twee races op Oschersleben en de Hockenheimring en eindigde met veertien andere podiumplaatsen achter Markus Pommer als tweede in het kampioenschap. Daarnaast nam hij voor Motopark deel aan het raceweekend op Spa-Francorchamps in het Britse Formule 3-kampioenschap, waarbij hij de races als zesde en achtste eindigde. Dat jaar reed hij voor Motopark ook in de Masters of Formula 3 op het Circuit Park Zandvoort, waarin hij achter Max Verstappen en Steijn Schothorst als derde over de finish kwam.
In 2015 maakte Jeffri de overstap naar het Europees Formule 3-kampioenschap, waarin hij voor Motopark bleef rijden. Op het Circuit Park Zandvoort behaalde hij met een negende plaats zijn enige twee punten van het seizoen, waarmee hij op de 25e plaats in het kampioenschap eindigde. Dat jaar keerde hij tevens terug bij de Masters of Formula 3 en werd vijfde in de race.
In 2016 stapte Jeffri over naar de GP2 Series, waarin hij uitkwam voor het team Arden International. Met een zevende plaats op het Baku City Circuit behaalde hij zijn enige twee punten van het seizoen, waardoor hij 22e werd in de eindstand.
In 2017 maakt Jeffri binnen de GP2, dat de naam veranderd heeft naar Formule 2, de overstap naar het team Trident Racing.